# 세일즈 엔지니어링
세일즈 엔지니어링(sales engineering)은 산업 및 상업 시장에 존재하는 영업과 엔지니어링의 하이브리드 직업이다.
이러한 시장에서의 구매 결정은 스타일, 패션 또는 충동보다는 기술적 정보와 합리적인 분석에 더 기초하여 많은 소비자 상황의 구매 결정과 다르게 이루어진다. 
세일즈 엔지니어(sales engineer)는 영업 및 엔지니어링 전문 지식을 모두 갖춘 영업사원으로, 제품, 비즈니스 및 비즈니스 사례의 기술적인 측면에 대해 고객과 소통할 수 있다. 또한 기술 및 조달 문제에 대해 고객에게 조언하고 지원할 수도 있다. 영업 엔지니어의 고용주에는 B2B 회사, 유통업체 및 엔지니어링 컨설팅 회사가 포함될 수 있다.